# آیسلین (نیوجرسی)
آیسلین (به انگلیسی: Iselin) یک منطقهٔ مسکونی در ایالات متحده آمریکا است که در نیوجرسی واقع شده‌است. آیسلین ۸٫۲۶۳ کیلومتر مربع مساحت و ۱۸٬۶۹۵ نفر جمعیت دارد و ۹ متر بالاتر از سطح دریا واقع شده‌است.